# 现代文学奖
现代文学奖（：／）是韩国文学月刊《现代文学》在1955年设立的一个文学奖。每年颁发关于小说、诗歌、文学评论等方面的文学奖项，是韩国最重要的文学奖之一。